# Vincent Miceli
‎Vincent Miceli, ameriški jezuit, duhovnik, teolog, filozof in pedagog, * 1915, New York, † 2. junij 1991.